# Retrato de una dama (Rogier van der Weyden)
Retrato de una dama (o Retrato de una mujer) es una pequeña pintura al óleo sobre tabla de roble realizada hacia 1460 por el pintor flamenco Rogier van der Weyden. La composición está integrada por formas geométricas que modelan las líneas del velo, el cuello, el rostro y los brazos y por una iluminación que modela su faz y su peinado. No se conoce la identidad de la dama.
Van der Weyden se mostró preocupado por los retratos hacia el final de su vida, género en el que fue muy reconocido por las generaciones posteriores de pintores por las profundas evocaciones de la personalidad del retratado que muestran sus pinturas. En esta obra, la humildad y maneras reservadas de la mujer están expresadas por su frágil físico, sus ojos bajos y los dedos fuertemente apretados. Es esbelta y se muestra de acuerdo con el ideal gótico de facciones alargadas, indicado por sus estrechos hombros, su cabello firmemente prendido, la amplia frente rasurada y el elaborado peinado.
Si bien el autor no se adscribe a las convenciones de idealización de la época, generalmente busca favorecer a sus modelos. Les muestra vestidos con ropas elegantes y con frecuencia con rasgos faciales suavizados, que en ocasiones se desvían de la representación natural. Van der Weyden adoptó su propia estética y sus retratos de mujeres muestran muchas semejanzas entre sí. Desde 1937 la pintura se conserva en la National Gallery of Art de Washington D. C., Estados Unidos. Ha sido descrito como «el más famoso de todos los retratos de mujeres de todas las escuelas».

## Composición
La mujer, que probablemente está a finales de la adolescencia o a principios de los veinte, es mostrada de medio cuerpo y en tres cuartos de perfil, colocada contra un fondo liso de color azul verdoso intenso. El fondo es plano y carece de la habitual atención al detalle en las obras devocionales de van der Weyden. Como su contemporáneo Jan van Eyck (c. 1395-1441), cuando trabajaba en retratos, utilizaba planos oscuros para centrar la atención en la modelo. No es hasta que aparece el trabajo de Hans Memling (c. 1435-1494), un discípulo de van der Weyden, que un artista flamenco ubicará un retrato en el exterior o con un paisaje de fondo. En este trabajo, el escenario monócromo permite al espectador centrarse en la cara de la mujer y en su sereno autodominio. Van der Weyden reduce su enfoque a cuatro funciones básicas: el tocado, el vestido, la cara y las manos de la mujer. El fondo se ha oscurecido con los años; es probable que los ángulos creados por el hennin y el vestido de la modelo fueran alguna vez mucho más nítidos.

Petrus Christus (c. 1410/1420–1475/1476), Retrato de donante c. 1455, Galería Nacional de Arte, Washington. Christus influyó en van der Weyden como puede apreciarse en la expresión de la mujer y en el color.

La retratada lleva un elegante vestido negro escotado, que responde al estilo borgoñón y enfatiza el ideal estético del gótico.
Su vestido está ajustado en la cintura por un ancho ceñidor rojo. El hennin de color ante está cubierto por un velo transparente que cae sobre sus hombros. El detallismo en la representación del vestido —donde incluso se aprecian los alfileres para fijar la posición del velo— es un rasgo típico de van der Weyden. El rostro está delicadamente iluminado, sin contrastes tonales fuertes en la piel. La cara es alargada, con cejas y pestañas depiladas, y el pelo afeitado y recogido, lo cual crea la sensación de frente muy alta que estaba de moda. Según el historiador Norbert Schneider, en el siglo XV los velos eran llevados como señal de modestia, ocultando la sensualidad de la carne. Pero en esta pintura el velo tiene justo el efecto contrario, pues enmarca su rostro y dirige la atención a su belleza.

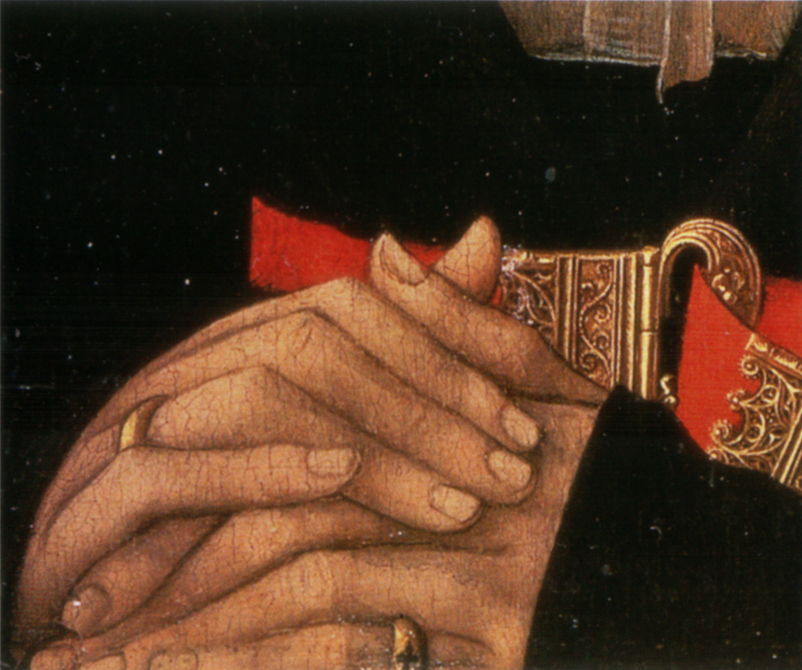
Detalle del retrato que muestra las manos cruzadas y el cinturón de color rojo

Las manos están cruzadas como si estuvieran en oración, y se sitúan en un lugar tan bajo de la composición que parecen descansar sobre el marco. Las mangas del vestido cubren las muñecas. Los delgados dedos están minuciosamente trabajados, y repiten la estructura piramidal de la parte superior del cuadro.
En contraste con sus relativamente extravagantes ropas, sus ojos miran hacia abajo en gesto de humildad. Se logra la expresión piadosa gracias a motivos recurrentes en la obra de van der Weyden. Su nariz y sus ojos son alargados, y el labio inferior se agranda por el uso del color y un acabado pronunciado. Algunas líneas verticales alrededor de estos rasgos son remarcadas, mientras que sus pupilas se agrandan y las cejas se levantan ligeramente. A su vez, el contorno del rostro resalta de forma ligeramente abstracta, y se salta las convenciones espaciales en las representaciones humanas del siglo XV. Esta metodología fue descrita por el historiador de arte Erwin Panofsky: «Rogier se concentraba en ciertos aspectos destacables —tanto desde el punto de vista fisiológico como psicológico— que expresaba principalmente mediante las líneas». Su frente alta y la boca se considera que sugieren una naturaleza intelectual, ascética y vehemente al mismo tiempo que «simbolizan un conflicto pendiente en su personalidad». Panofsky se refiere a esto como una «excitabilidad latente».
La modelo es desconocida, aunque algunos historiadores de arte han especulado sobre su identidad. A principios del siglo XX, el escritor Wilhelm Stein sugería que podría ser Marie de Valengin por la similitud de los rasgos faciales, la hija ilegítima de Felipe III de Borgoña. Sin embargo, esto es una especulación sin un buen apoyo. Debido a que sus manos se muestran como si se apoyaran en el marco de la pintura, los historiadores de arte aceptan de una manera general que, más que un trabajo devocional, se trata de un retrato independiente.

## Ruptura con la idealización
Van der Weyden trabajaba en la misma tradición de retratos que seguían sus contemporáneos Jan van Eyck y Robert Campin. En la primera mitad del siglo XV, estos tres artistas formaban parte de la primera generación de los pintores del renacimiento flamenco, y los primeros artistas del norte de Europa que retrataron miembros de las clases media y alta de forma naturalista, en lugar de la forma idealizada característica del cristianismo medieval. Con anterioridad, en el arte holandés, el modo de representación de los retratos de nobles o clérigos era la vista de perfil. En obras como Hombre con turbante (1433), Jan van Eyck rompía esta tradición y usaba tres cuartos del perfil en la cara, que se terminaría por convertir en el estándar artístico en su país y el norte de Europa. Aquí, Van der Weyden utiliza el mismo perfil, lo que le permite describir mejor los rasgos de la cabeza y de la cara de la dama. En esta obra el personaje se representa hasta medio cuerpo, lo que permite al artista mostrar las manos cruzadas ante la cintura.
A pesar de esta nueva libertad expresiva, los retratos femeninos de Van der Weyden son sorprendentemente similares, tanto en el concepto y estructura, a los de Campin. Son rostros de tres cuartos y de medio cuerpo. Típicamente ponen sus modelos frente a un fondo oscuro, que es uniforme y no descriptivo. Mientras los retratos destacan por su patetismo expresivo, los rasgos faciales de las mujeres se parecen fuertemente unos a los otros. Esto indica que aunque Van der Weyden no se adhería a la tradición de la representación idealizada, procuraba complacer a sus modelos en una manera que reflejara los ideales contemporáneos de belleza. La mayoría de los retratos conservados de Van der Weyden fueron pintados por encargo de la nobleza; sólo pintó cinco (incluyendo Retrato de una dama) que no eran retratos de donantes. Se sabe que en su Retrato de Felipe de Croy (c. 1460), Van der Weyden mejoró las facciones del joven noble flamenco escondiendo su gran nariz y su prognatismo mandibular. Describiendo esta tendencia, el historiador del arte Norbert Schneider escribía: «Mientras Van Eyck muestra la naturaleza 'cruda', como era, Rogier mejora la realidad física, civilizando y ajustando la naturaleza y la forma humana con la ayuda de un pincel». La alta calidad de la pintura destaca por sobre una copia de ella en la National Gallery. La obra de Londres tiene rasgos más suaves, más redondeados, más frescos y se encuentran menos caracterizados de forma individual respecto a la obra original de Rogier. La técnica también es menos sutil y fina en el de Londres. Sin embargo, ambos comparten mismos vestido y expresión.
Van der Weyden estaba más preocupado por la respuesta estética y emocional que en conjunto generaban sus cuadros, que por los mismos retratos en sí. El historiador de arte y conservador Lorne Campbell sugiere que la popularidad del Retrato de una dama se debe más a la «elegante simplicidad del patrón que [la modelo] crea» que a la gracia de su descripción. Van der Weyden no se mantuvo dentro de los límites tradicionales de la idealización, sino que creaba su propia estética, calidad que extendía a través de sus retratos e imágenes religiosas. Esta estética incluye el estado de ánimo de triste devoción que forma el tono dominante en todos sus retratos. Sus figuras pueden ser más naturales que las de generaciones anteriores de artistas; sin embargo, la aproximación de carácter individualista que procura en la descripción de la piedad de sus modelos a menudo conduce al abandono de las reglas de la escala.
John Walker, un exdirector de la Galería Nacional de Arte, se refería al tema como "extravagante", y afirmaba que a pesar de la dificultad de sus rasgos individuales, la modelo era "extrañamente hermosa". En la época en que Van der Weyden finalizó el cuadro, había eclipsado en popularidad incluso a Van Eyck. Más que por la sensualidad posterior, esta pintura es típica de la austera espiritualidad por la que Van der Weyden es reconocido.

## Condición y procedencia
Aunque Van der Weyden no puso título al trabajo y el nombre de la modelo no consta en ninguno de los inventarios, el estilo de su vestido se ha utilizado para datar el cuadro en una época tardía en la carrera del pintor. La datación aproximada de 1460 se basa en el traje de última moda y en la posición cronológica del trabajo dentro de la evolución del estilo de Van der Weyden. Sin embargo, es posible que se ejecutara algo más tarde, teniendo presente que Van der Weyden murió en 1464.
Retrato de una dama fue pintado en una pieza única de roble con la veta vertical y tiene un margen sin pintar a cada lado. La tabla se preparó con yeso, dibujando encima la figura en negro. A continuación aplicó la pintura al óleo lo que le permitió realizar gradaciones tonales sutiles y transparentes. La reflectografía infrarroja revela que Van der Weyden no esbozó el trabajo en la tabla antes de empezar a pintar, y no hay ninguna prueba de una pintura subyacente. Sí muestra que la figura de la dama era inicialmente incluso más delgada y de que se hicieran varios cambios a medida que el trabajo progresaba; parte de la pintura aplicada de manera densa remarca parcialmente el cinturón, lo que demuestra que la silueta original se ensanchó. Estos cambios son también visibles con rayos X. Desde 1980 ha sido limpiado un cierto número de veces. Ha habido una pequeña pérdida de pintura en el velo, el peinado y la manga, y tiene una abrasión en la oreja.
La procedencia de la pintura es confusa; hay duda sobre a qué pintura se refieren las anotaciones de algunos inventarios de la época. Un príncipe de Anhalt, probablemente Leopoldo III de Anhalt-Dessau de Wörlitz (cerca de Dessau, en Alemania), que murió en 1817, la tenía a principios del siglo XIX; después de él es probable que hubiera pasado a Leopoldo IV de Anhalt, que murió en 1871. La pintura fue prestada para la muestra titulada Exposition des primitifs flamands et d'art ancien, realizada en 902 en el Hôtel de Gouvernement Provincial de Brujas. Estuvo en poder de Federico II de Anhalt, Wörlitz, hasta 1926, cuando lo vendió a los comerciantes de arte Duveen Brothers, que ese mismo año la vendieron a Andrew William Mellon. El año siguiente fue cedida a la Royal Academy of Arts de Londres, para una exposición sobre seis siglos de arte flamenco y belga. En 1932, Mellon legó la obra a una organización educativa y benéfica que había creado y en 1937 la donó a la National Gallery of Art. donde se expone de forma permanente.